# Nina Brenn
Nina Brenn née Nüssli le 4 octobre 1979 à Zurich en Suisse est une triathlète et duathlète professionnelle, championne d'Europe de duathlon longue distance en 2016.

## Palmarès
Le tableau présente les résultats les plus significatifs (podium) obtenus sur le circuit national et international de triathlon et de duathlon depuis 2003,.
| Année | Compétition                                       | Pays     | Position           | Temps            |
| ----- | ------------------------------------------------- | -------- | ------------------ | ---------------- |
| 2018  | Inferno Triathlon                                 | Suisse   | Médaille de bronze | 8 h 53 min 38 s  |
| 2017  | Inferno Triathlon                                 | Suisse   | Médaille d'or      | Timing           |
| 2016  | Championnats d'Europe de duathlon longue distance | Danemark | Médaille d'or      | 2 h 48 min 2 s   |
| 2016  | Championnats du monde de duathlon longue distance | Suisse   | Médaille d'argent  | 7 h 17 min 17 s  |
| 2016  | Powerman Duathlon                                 | Suisse   | Médaille d'argent  | 7 h 17 min 17 s  |
| 2016  | Inferno Triathlon                                 | Suisse   | Médaille d'or      | 10 h 3 min 21 s  |
| 2016  | Trans Vorarlberg Triathlon                        | Autriche | Médaille d'or      | 4 h 25 min 55 s  |
| 2015  | Inferno Triathlon                                 | Suisse   | Médaille d'or      | 9 h 37 min 44 s  |
| 2015  | Swissman Xtreme Triathlon                         | Suisse   | Médaille d'or      | Timing           |
| 2014  | Inferno Triathlon                                 | Suisse   | Médaille d'argent  | 9 h 25 min 30 s  |
| 2013  | Inferno Triathlon                                 | Suisse   | Médaille d'argent  | 10 h 1 min 39 s  |
| 2011  | Inferno Triathlon                                 | Suisse   | Médaille d'argent  | 8 h 54 min 25 s  |
| 2010  | Inferno Triathlon                                 | Suisse   | Médaille d'or      | 10 h 21 min 52 s |
| 2009  | Inferno Triathlon                                 | Suisse   | Médaille d'or      | 10 h 7 min 5 s   |
| 2008  | Inferno Triathlon                                 | Suisse   | Médaille d'or      | 10 h 2 min 58 s  |
| 2007  | Inferno Triathlon                                 | Suisse   | Médaille d'argent  | 10 h 34 min 14 s |
| 2005  | Inferno Triathlon                                 | Suisse   | Médaille d'or      | 10 h 43 min 27 s |
| 2004  | Inferno Triathlon                                 | Suisse   | Médaille d'argent  | Timing           |
| 2003  | Inferno Triathlon                                 | Suisse   | Médaille d'argent  | 11 h 24 min 55 s |